# Lex Caecilia Didia
Lex Caecilia Didia, česky Caeciliův a Didiův zákon, byl římský zákon přijatý roku 98 př. n. l., jehož rogatory (navrhovateli) byli konzulové Qunitus Caecilius Metellus a Titus Didius. Tento zákon zakotvoval zásadu „ne quid per saturam ferretur“ – v jednom návrhu zákona nemají být ustanovení, která spolu nesouvisejí, zákon má být monotematický.
 Cílem zákona bylo zvrátit nežádoucí praxi, kdy byly do návrhu zákona (např. oblíbeného nebo nezbytného) vkládány „přílepky“, nesouvisející, například neoblíbená či soukromé zájmy sledující, ustanovení, která měla být přijata se zbytek zákona – při hlasování o zákoně na lidovém shromáždění totiž nebylo přípustné žádné pozměňování návrhu. Byl-li zákon přijat v rozporu s lege Caecilia Didia, nebyl pro lid závazný.
Dále tento zákon zakotovoval, že mezi návrhem zákona a hlasováním o něm na lidovém shromáždění musí uběhnout lhůta nejméně tří tržních dnů (trinum nundinum), tj. asi tří týdnů, aby se občané mohli s návrhem dobře seznámit.